# Родопи (село)
Родопи (болг. Родопи) — село в Болгарии. Находится в Хасковской области, входит в общину Хасково. Население составляет 185 человек.

## Политическая ситуация
Родопи подчиняется непосредственно общине и не имеет своего кмета.
Кмет (мэр) общины Хасково — Георги Иванов Иванов (коалиция партий: партия «Родина», демократический союз «Радикалы») по результатам выборов в правление общины.